# Pierrette Favarger
Pierrette Favarger, verheiratete Pierrette Gsteiger-Favarger (29. November 1924 in Vevey – 24. Februar 2015 in Neuenburg), war eine Schweizer Keramikerin.

## Leben
Favarger war die Tochter des Vermessungsingenieurs André-David und der Buchhändlerin Marguerite Favarger geb. Junod. Sie wurde von 1942 bis 1944 als Keramikerin in der Keramikschule Bern bei Walter Burri und 1945 als Bildhauerin an der Kunstgewerbeschule Genf bei Maurice Sarkissoff ausgebildet. 1951 eröffnete sie ein Atelier in Bern, 1960 in Peseux, nachher in Neuenburg. 
Sie war Mitglied der Internationalen Akademie für Keramik seit deren Gründung 1955. Mit ihren Terrakottaarbeiten, die ihr Interesse für das menschliche Antlitz bezeugen, fand Favarger zu einem eigenen Stil jenseits aller Trends.
1956 heiratete sie den Literaturwissenschaftler Manfred Gsteiger.